# Chiesa di San Giacomo Apostolo (Ferrara, via Arginone)
La chiesa di San Giacomo Apostolo è un luogo di culto che si trova in via Arginone, nella periferia di Ferrara. È stata costruita negli anni 2010 in un'area libera accanto alla vecchia chiesa parrocchiale ed è stata consacrata il 16 ottobre 2021 alla presenza dell'arcivescovo Gian Carlo Perego.
Progettata dallo Studio Miralles Tagliabue di Benedetta Tagliabue, presenta all'interno un ciclo di opere in ceramica nera dell'artista Enzo Cucchi. Proprio per il particolare stile architettonico scelto dai progettisti e la collaborazione dell'artista è stata descritta come "una nuova opera di architettura e arte contemporanea per valorizzare un luogo spesso vissuto e additato ai margini della città".
La chiesa fa parte della parrocchia di San Giacomo Apostolo. 

## Storia

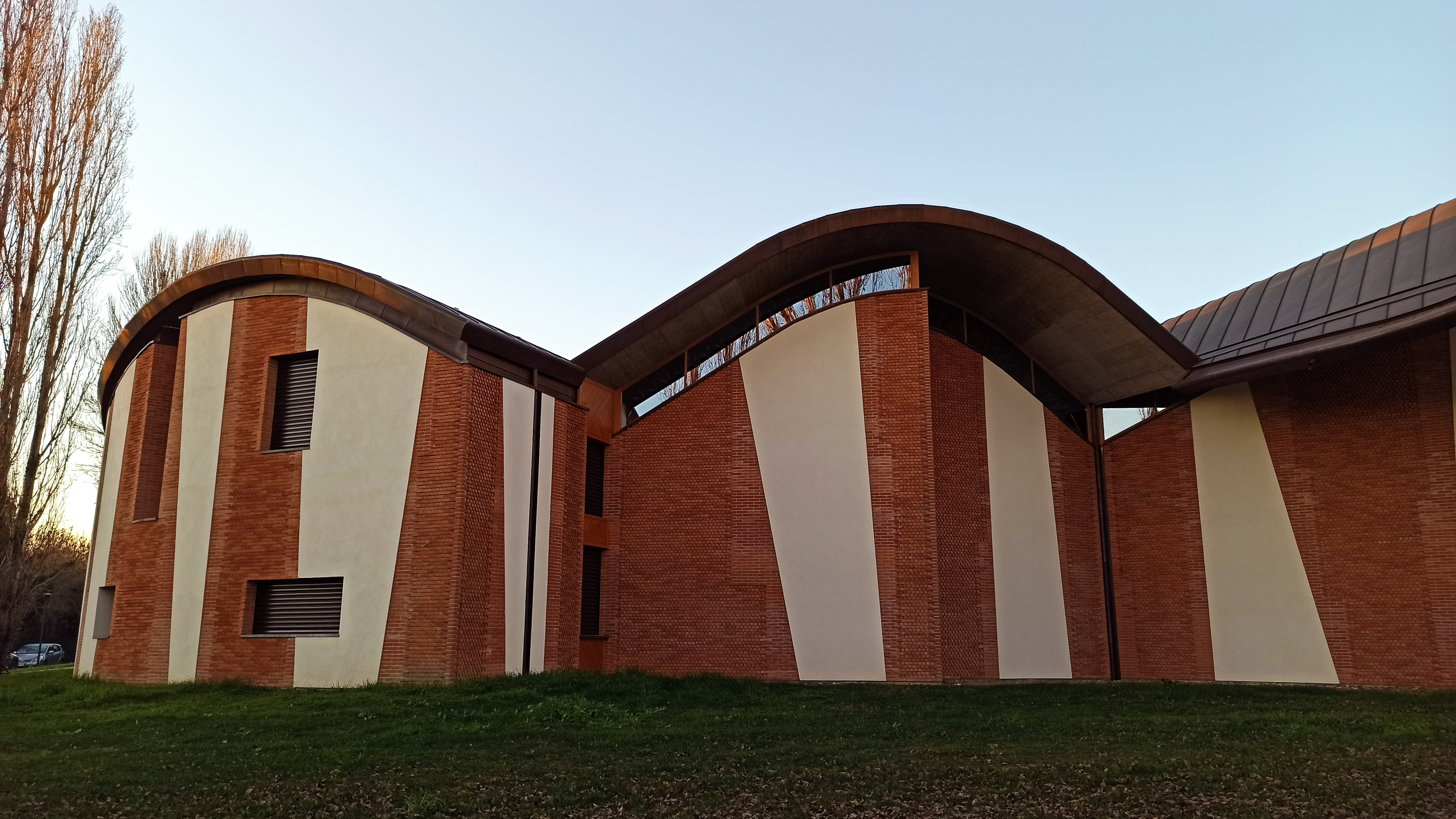
Parte laterale della chiesa.

L'area in cui sorge la chiesa si trova pochi metri a est della vecchia piccola chiesa parrocchiale, sempre dedicata a San Giacomo Apostolo. Nel 2011 la CEI ha indetto un progetto per la costruzione di una nuova chiesa. Lo Studio Miralles Tagliabue Embt, dell'architetta Benedetta Tagliabue, è risultato vincitore. La prima pietra è stata posata nel febbraio 2016. La dedicazione è avvenuta il 16 ottobre 2021.

## Descrizione

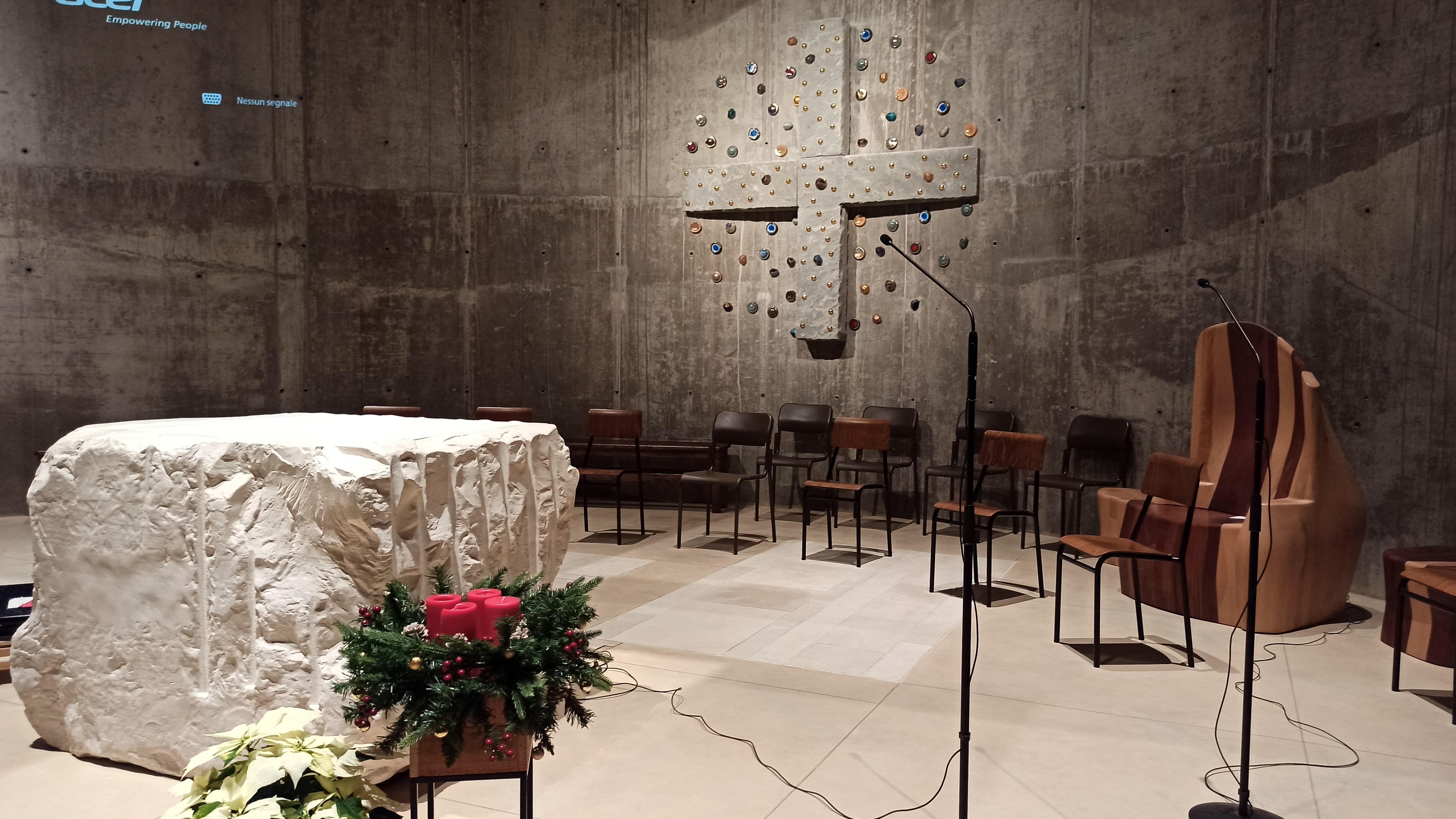
Presbiterio con mensa rivolta al popolo e sede del celebrante.

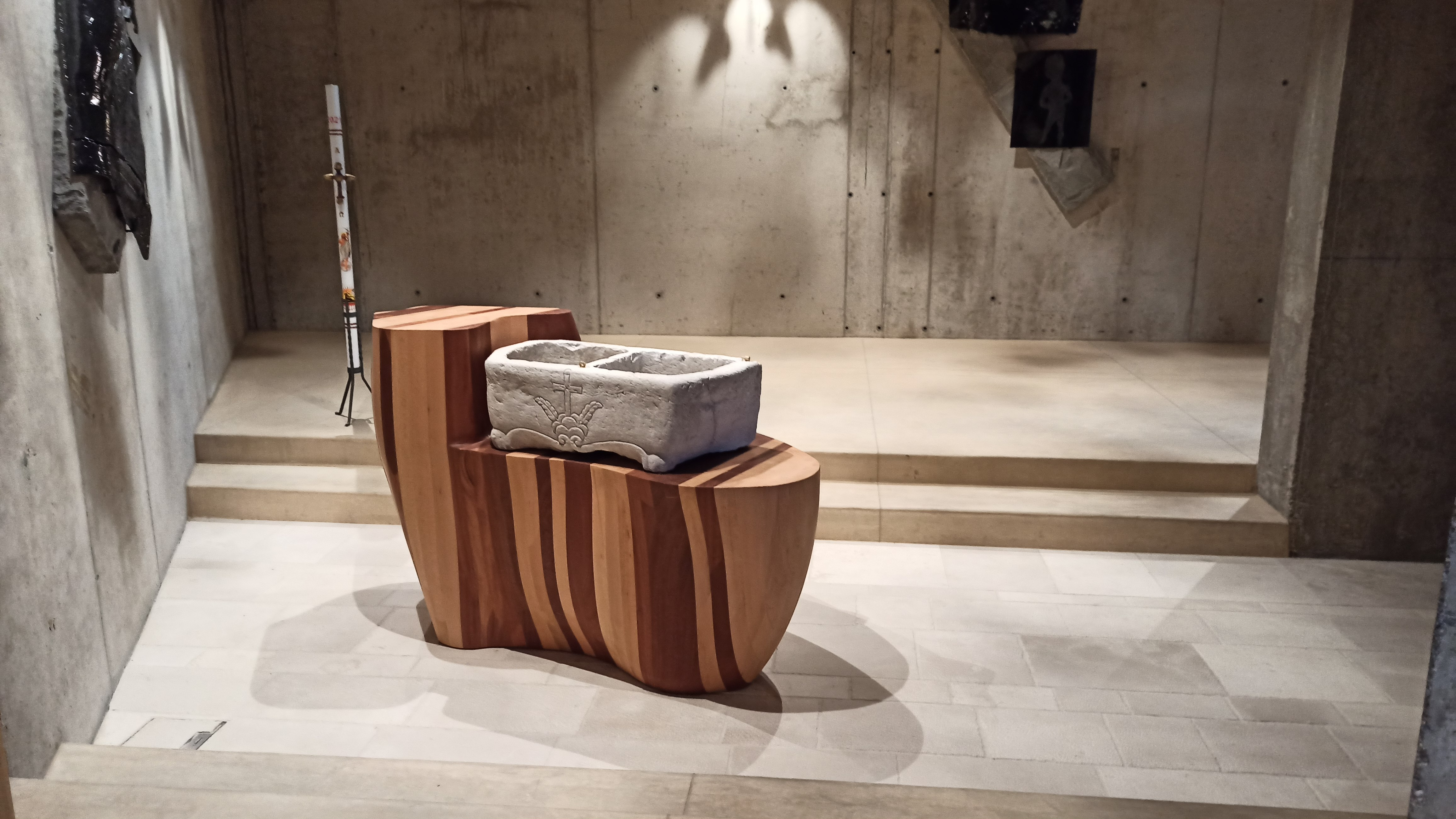
Fonte battesimale.

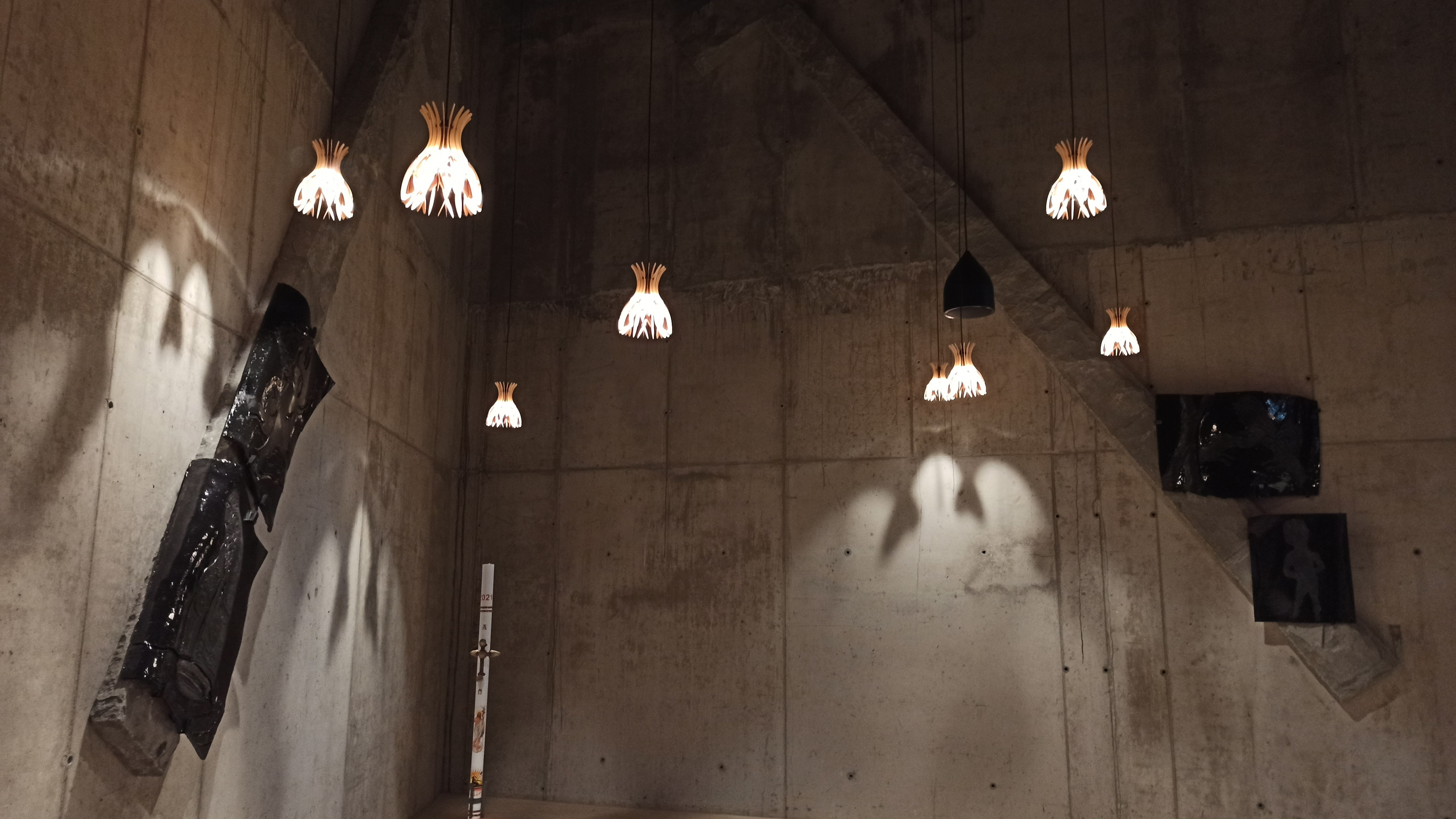
Decorazioni in ceramica realizzate da Enzo Cucchi poste sulle pareti interne.

### Esterni
La pianta della chiesa è di forma semicircolare, per ricordare anche la conchiglia simbolo di San Giacomo Apostolo. Le pareti sono in cemento con inserti in mattoni e il tetto ha copertura di cemento con lastre di rame sul lato superiore.
Collegate alla chiesa, nella parte posteriore, opposta a via Arginone, vi sono le opere parrocchiali. 

### Interni
Le pareti sono in cemento grezzo, non intonacate. Il soffitto è decorato con assi di legno a richiamare l'idea di una capanna ma con zone in cui il colore del cemento richiama la forma di gabbiani in volo. Vi è anche una grande croce, posizionata orizzontalmente creata da vecchie travi di legno appartenenti all'edificio del municipio di Ferrara. 
Sulle pareti sono poste varie opere dello scultore Enzo Cucchi, una sorta di formelle in ceramica di colore nero lucido sulle quali sono rappresentate figure in nero opaco che formano un ciclo: iniziando dalla parete destra vi sono descritti episodi dell'Antico Testamento mentre su quella sinistra episodi e simboli del Nuovo Testamento. 
Alcune grandi croci di cemento armato sono state collocate tra i gruppi delle formelle e le pareti, in modo da "sollevare" le opere.
Nel rispetto della indicazioni liturgiche postconcilari  la mensa rivolta al popolo si trova nell'area del presbiterio ed è costituita da un blocco di marmo bianco. Sulla parete di fondo absidale vi è la grande croce greca in cemento, abbellita da pietre policrome. Il fonte battesimale si trova vicino all'entrata della chiesa, in uno spazio separato, anch'esso in marmo bianco non lavorato. A destra della mensa è presente il tabernacolo per la conservazione eucaristica e uno spazio per la preghiera.
L'illuminazione è fornita da alcuni lampadari con struttura in legno la cui forma e disposizione non ordinata richiama l'iconografia della discesa dello Spirito Santo come fiammelle sui primi discepoli. 
Completano l'arredamento della chiesa una statua lignea di San Giacomo Apostolo e una della Madonna. L'ambone, la sede del celebrante e il supporto del fonte battesimale sono in legno. 
Il pavimento della chiesa è in cemento e lastre di pietra in due diverse varietà di bianco.